# Ordem de São Miguel e São Jorge
A Ordem de São Miguel e São Jorge, formalmente Distintíssima Ordem de São Miguel e São Jorge (em inglês:  Most Distinguished Order of Saint Michael and Saint George) é uma ordem de códigos de cavalaria britânica fundada em 28 de abril de 1818 por Jorge, Príncipe de Gales (depois Jorge IV) quando ainda atuava como Príncipe Regente de seu pai, Jorge III.
A ordem inclui três classes, na seguinte ordem hierárquica: 
- Cavaleiro-Grã-Cruz ou Dama-Grã-Cruz (GCMG)
- Cavaleiro-Comendador ou Dama-Comendadora (KCMG ou DCMG)
- Companheiro ou Companheira (CMG)

É usado para honrar a indivíduos que tenham feito importantes serviços para a Commonwealth ou às nações estrangeiras. A pessoa é designada à ordem em vez de ser condecorada com a mesma. Os embaixadores são regularmente designados CMGs. Na literatura de ficção, o espião de Ian Fleming, James Bond, foi condecorado com o CMG em 1953 (mencionado no livro Moscou Contra 007PB/007 - Ordem Para MatarPE).
A frase da ordem é Auspicium melioris aevi (do Latim "Símbolo de uma melhor idade"). Seus santos padroeiros, como o nome sugere, são São Miguel Arcanjo e São Jorge. Um de seus símbolos principais é a imagem de São Miguel pisoteando Satã.
A ordem é a sexta mais antiga no Sistema de Honras Britânico, depois da A Mui Nobre Ordem da Jarreteira, A Mui Antiga e Mui Nobre Ordem do Cardo-Selvagem, A Mui Ilustre Ordem de São Patrício, A Mui Honorável Ordem do Banho, e Mais Exaltada Ordem da Estrela da Índia. A terceira das Ordens mencionadas—a qual relaciona-se à Irlanda, já não faz parte do Reino Unido—segue existindo, mas está em desuso; não são feitas nomeações desde 1934. A última das ordens na lista, relacionada com a Índia, também está em desuso desde a independência do país em 1947.